# SS Lebanon
SS Lebanon byl parník vybudovaný roku 1853 v loděnicích J. & G. Thomson & Co. ve skotském Glasgow. Loď měla hrubou prostornost 1 373 BRT, byla 76,8 m dlouhá a 9,1 m široká.